# Alfredo Erazo
Alfredo Edgardo Erazo (Santa Ana; 27 de septiembre de 1950) es un exfutbolista salvadoreño que jugaba como delantero.

## Clubes
| Club             | País        | Año       |
| ---------------- | ----------- | --------- |
| Atlético Marte   | El Salvador | 1968-1972 |
| Luis Ángel Firpo | El Salvador | 1972-1973 |
| FAS              | El Salvador | 1973-1984 |
| JUCA (cesión)    | Guatemala   | 1975-1976 |
| Once Lobos       | El Salvador | 1984-1985 |
| Isidro Menéndez  | El Salvador | 1985      |

## Palmarés

### Títulos nacionales
| Título           | Equipo         | País        | Año     |
| ---------------- | -------------- | ----------- | ------- |
| Primera División | Atlético Marte | El Salvador | 1968-69 |
| Primera División | Atlético Marte | El Salvador | 1970    |
| Primera División | FAS            | El Salvador | 1977-78 |
| Primera División | FAS            | El Salvador | 1978-79 |
| Primera División | FAS            | El Salvador | 1981    |

### Títulos internacionales
| Título                           | Equipo | País        | Año  |
| -------------------------------- | ------ | ----------- | ---- |
| Copa de Campeones de la Concacaf | FAS    | El Salvador | 1979 |